# 940 Kordula
940 Kordula eller 1920 HT är en asteroid i huvudbältet, som upptäcktes den 10 oktober 1920 av den tyske astronomen Karl Wilhelm Reinmuth i Heidelberg.
Asteroiden har en diameter på ungefär 79 kilometer och den tillhör asteroidgruppen Cybele.